# Pilocystyda

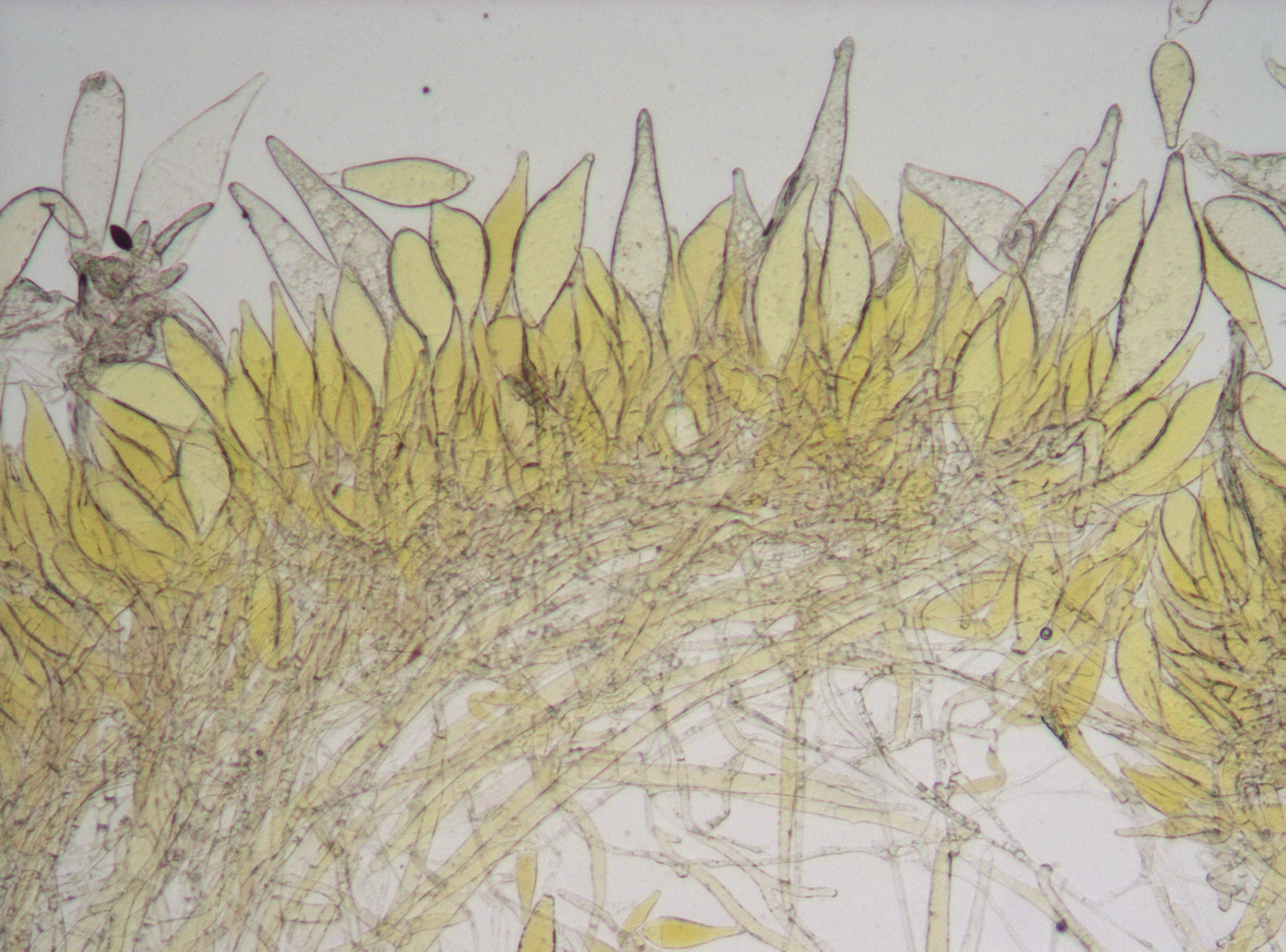
Pilocystydy w skórce kapelusza drobnołuszczaka żółtawego

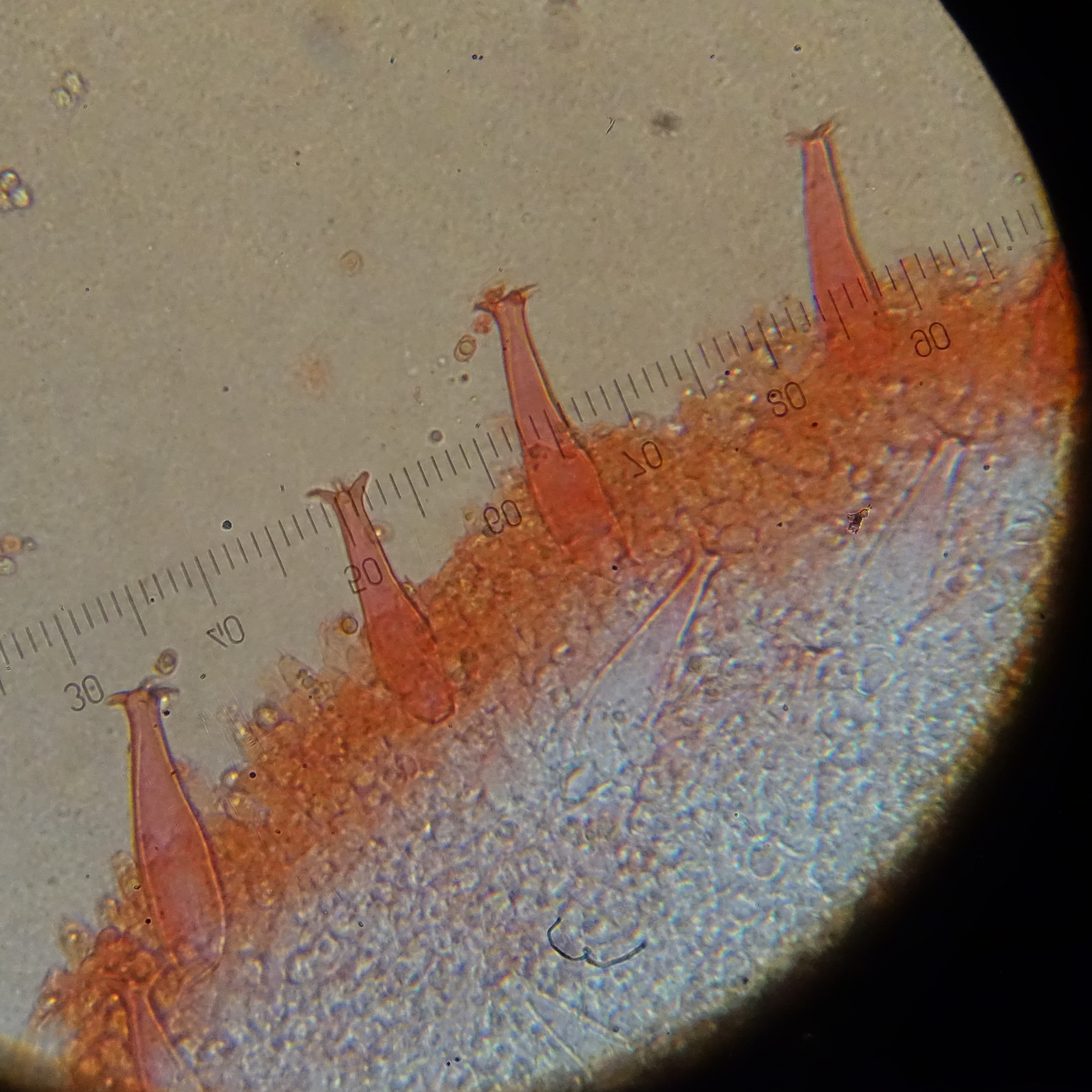
Dermatocystydy Pluteus salicinus

Pilocystyda, pileocystyda (łac. pilocystidium) lub dermatocystyda (łac. dermatocystidium) – występujący w skórce kapelusza niektórych grzybów rodzaj cystyd. Pod względem kształtu podobne są do cheilocystyd i pleurocystyd. Pilocystydy budują także twardą zewnętrzną skorupę (krustę) na owocnikach niektórych grzybów zwanych hubami. U gatunków zaliczanych do lakownic Ganoderma ułożone palisadowo pilocystydy są grubościenne lub pełne, a ich górna część wysycona jest żywiczną substancją, wskutek czego krusta staje się błyszcząca, jak lakierowana.
Obecność dermatcystyd wpływa na wygląd powierzchni kapelusza. Gdy ich brak, powierzchnia jest naga i błyszcząca, obecność dermatocystyd powoduje, że jest matowa, a w zależności od ich ilości i wysokości powierzchnia staje się aksamitna lub kutnerowata.
Występowanie dermatocystyd, ich liczba i budowa, odgrywają dużą rolę przy mikroskopowym oznaczaniu niektórych gatunków grzybów, np. gołąbków (Russula) i strzępiaków (Inocybe). Występują w zewnętrznej warstwie skórki zwanej epikutisem. Mają na ogół kształt maczugowaty, wrzecionowaty lub walcowaty i zawierają liczne przegrody. U stułki piaskowej (Coltricia perennis) wystające nad skórką części pilocystyd mają charakterystyczne rozgałęzienia podobne do poroża.